# Farmacocinetica
La farmacocinetica è la branca della farmacologia che studia la distribuzione dei farmaci nell'organismo e il loro destino, in relazione alle dosi, alle vie di somministrazione e alle forme farmaceutiche. In particolare essa studia, da un punto di vista quantitativo, l'assorbimento, la distribuzione, la biotrasformazione e l'escrezione (ADME) dei farmaci. La precisa conoscenza dal punto di vista quantitativo e qualitativo di questi processi consente di definire il dosaggio utile di un farmaco rispetto alle diverse condizioni di un soggetto, come l'età, la presenza di particolari patologie e alcune situazioni fisiologiche.

## Storia
La farmacocinetica nasce tra la fine del XIX sec. e l'inizio del XX sec. quando iniziarono e presero corpo gli studi sull'assorbimento, la biotrasformazione, la distribuzione e l'eliminazione dei farmaci. Già nel XVIII sec. si ipotizzava che non solo i farmaci modificassero l'organismo, ma anche che l'organismo modificasse i farmaci. La conoscenza dei valori farmacocinetici di un medicinale ha condizionato profondamente lo sviluppo di queste sostanze, in particolare ha portato alla realizzazione di specifiche preparazioni farmaceutiche come le forme retard e allo sviluppo di dispositivi che consentono al farmaco di raggiungere distretti dell'organismo altrimenti inaccessibili.
L'acronimo ADME venne presentato per la prima volta da Nelson nel 1961, parafrasando riassorbimento, distribuzione, consumo ed eliminazione utilizzato da Teorell nel 1937. Ulteriori studi di rilievo in questa disciplina includono la descrizione dell'eliminazione di primo ordine fatta da Widmark nel 1919 e il trattato di Dost del 1953 dove viene definito il termine farmacocinetica.
Inizialmente il termine definiva gli identificatori quantitativi del farmaco che entra nel corpo (A), si muove attraverso il corpo (D), si modifica all'interno del corpo (M) e lascia il corpo (E). Nel corso del tempo l'uso dell'acronimo si è modificato arrivando a descrivere i meccanismi di: attraversamento della parte dello stomaco (A), spostamento attraverso i compartimenti (D), metabolizzazione (M) ed escrezione o eliminazione (E) a cui a volte si aggiunge il trasporto (T).

ADME

## ADME
In linea generale la farmacocinetica studia il percorso del principio attivo del farmaco attraverso il corpo con il passare del tempo. I quattro processi che descrivono il destino del farmaco all'interno dell'organismo sono:
1. assorbimento
2. distribuzione
3. biotrasformazione
4. eliminazione

## Assorbimento
La fase di assorbimento descrive il passaggio del farmaco dalla sede di somministrazione al circolo sistemico.

### Vie di somministrazione
Il fattore che influenza maggiormente l'assorbimento è la via di somministrazione, ossia il modo che si sceglie per far penetrare il farmaco nell'organismo. Il medico ed il farmacologo scelgono fra le diverse vie di somministrazione a seconda delle caratteristiche chimico-fisiche del farmaco, della velocità con cui vogliono che esso venga assorbito (assorbimento più rapido per le vie parenterali, più lento per quelle enterali) e della velocità con cui vogliono che il farmaco venga metabolizzato ed eliminato.

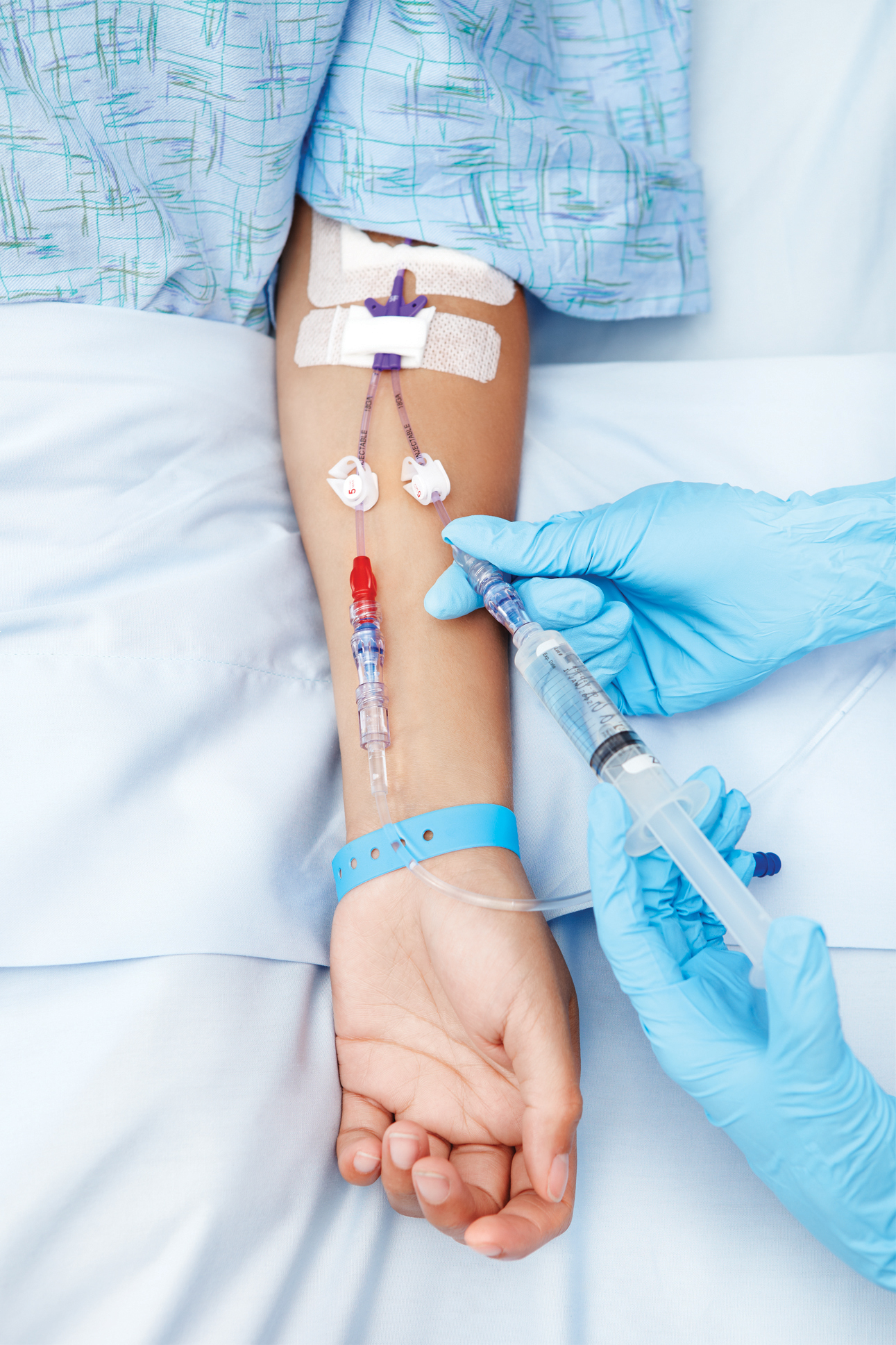
Fleboclisi

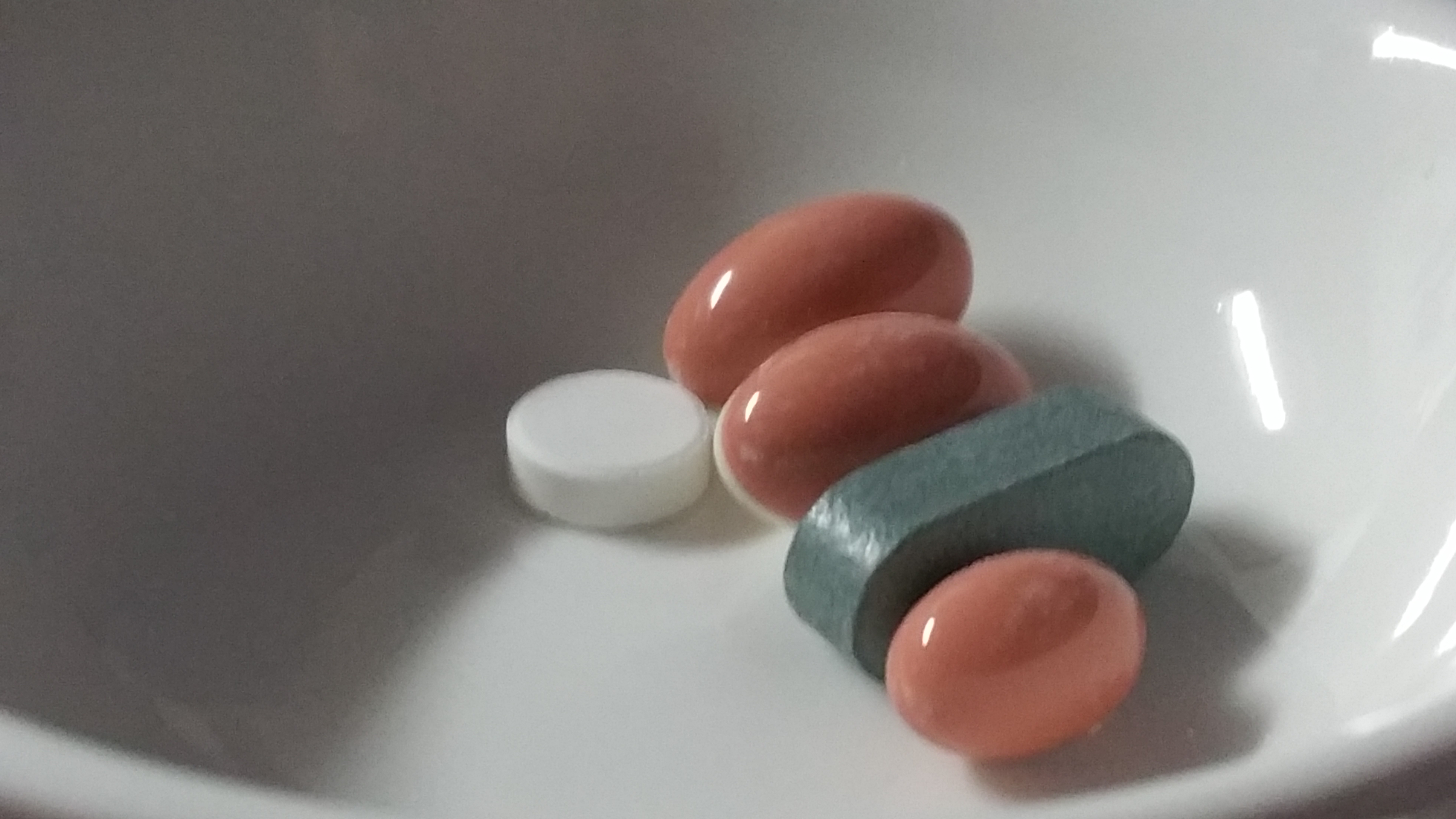
Compresse

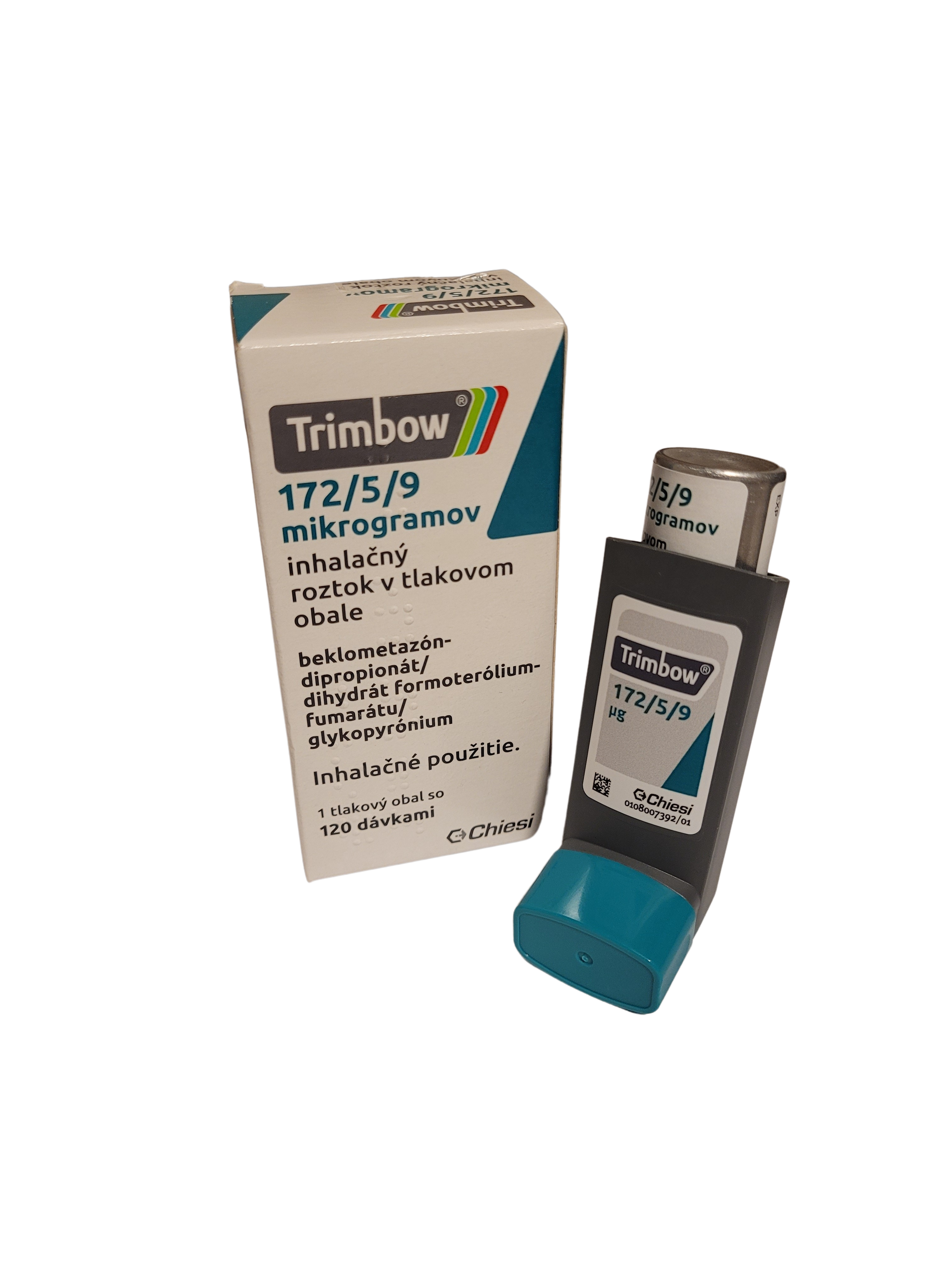
Inalatore

Le vie di somministrazione possono essere classificate in diversi modi; una prima classificazione distingue fra:
- vie enterali (orale, sublinguale, buccale, rettale)
- vie parenterali (endovena, intramuscolo, sottocutanea)

Una seconda classificazione distingue:
- vie sistemiche (quando il farmaco agisce su bersagli distanti dalla sede di somministrazione)
- vie topiche (quando il farmaco agisce localmente nella sede di somministrazione)

Infine, una terza classificazione individua:
- vie naturali (quando l'assorbimento avviene attraverso epiteli di cute o mucose)
- vie artificiali (quando la somministrazione necessita dell'uso di presidi medici quali aghi, siringhe ecc)

Alcune tra le più comuni vie di somministrazione sono elencate nella tabella seguente.
| Via di somministrazione | Via di somministrazione | Via di somministrazione | Via di somministrazione | Assorbimento                                                               | Forme farmaceutiche                           | Caratteristiche particolari |
| ----------------------- | ----------------------- | ----------------------- | ----------------------- | -------------------------------------------------------------------------- | --------------------------------------------- | --- |
| Sistemica               | naturale                | Enterale                | Orale                   | Variabile, dipende da molti fattori                                        | Compresse, pastiglie, sciroppi, gocce         | La più utilizzata (70%), non necessita di particolari presidi medici |
| Sistemica               | naturale                | Enterale                | Sublinguale             | Rapido                                                                     | Compresse, perle, spray                       | Evita l'effetto di primo passaggio epatico |
| Sistemica               | naturale                | Enterale                | Buccale                 | Rapido                                                                     | Compresse o lollipop                          | L'assorbimento avviene tenendo la compressa tra guancia e gengiva |
| Sistemica               | naturale                | Enterale                | Rettale                 | Rapido                                                                     | Supposte                                      | Possono essere somministrate anche in pazienti non coscienti o incapaci di collaborare                                                                                     |
| Sistemica               | naturale                |                         | Respiratoria            | Rapidissimo, per l'ampia superficie alveolare                              | Gas                                           | |
| Sistemica               | artificiale             | Parenterale             | Endovenosa              | Nessuno: il farmaco viene immesso direttamente nel circolo sistemico       | Boli o fleboclisi                             | Possono essere somministrate solo soluzioni (mai sospensioni) di sostanze non irritanti (rischio di anafilassi) e non oleose (rischio di embolia lipidica)                 |
| Sistemica               | artificiale             | Parenterale             | Intramuscolare          | Condizionato dall'area della superficie assorbente                         | Boli                                          | Possono essere somministrate anche sostanze oleose; non può essere usata in corso di terapia con anticoagulanti (rischio di emorragia)                                     |
| Sistemica               | artificiale             | Parenterale             | Sottocutanea            | Modulabile                                                                 | Boli, pellets                                 | Possono essere somministrate anche sospensioni, ma non sostanze irritanti (rischio di necrosi cutanea); può essere usata per l'impianto di pellets solidi a lento rilascio |
| Topica                  | naturale                |                         | Inalatoria              | Va evitato, per scongiurare il pericolo di effetti indesiderati a distanza | Aerosol                                       | Parte del farmaco viene assorbito tramite la superficie bronchiale, un'altra parte invece viene deglutita e assorbita per via orale                                        |
| Sistemica o topica      | naturale                |                         | Transdermica            | Facilitato se la cute è sottile                                            | Creme, pomate, cerotti a rilascio controllato | Solo per farmaci molto liposolubili |

### Fattori che influenzano l'assorbimento
Esistono poi diversi fattori che influenzano l'assorbimento del farmaco e possono essere divisi in:
- farmaco-specifici
  - caratteristiche chimico-fisiche:
    - la solubilità del farmaco
    - l'effetto del pH e della pKa
    - la dimensione delle particelle
    - l'area superficiale
    - il tasso di dissoluzione
    - la disposizione spaziale degli atomi e delle molecole

  - la concentrazione del farmaco
  - la presenza di eccipienti
  - formato
  - via di somministrazione
- paziente-specifici
  - età
  - velocità di svuotamento gastrico
  - velocità di transito intestinale
  - flusso sanguigno nel sito di assorbimento
  - area della superficie assorbente
  - malattie
  - metabolismo
  - contenuto del tratto gastrointestinale

#### Solubilità
In base alla solubilità del composto questo verrà assorbito in maniera diversa dall'organismo:
- le sostanze insolubili in acqua vengono assorbite mediante endocitosi
- le sostanze idrosolubili non ionizzabili con superficie polare <4 Å vengono assorbite per filtrazione
- le sostanze idrosolubili non ionizzabili con superficie polare >4 Å e le sostanze ionizzate a pH organici vengono assorbite mediante trasporto mediato da carrier
- le sostanze liposolubili vengono assorbite mediante diffusione

#### Effetto del pH e della pKa
Molti farmaci agiscono come acidi o basi deboli in forma ionizzata e non ionizzata. La distribuzione di elettroliti deboli attraverso la membrana è il risultato del gradiente di pH e della costante di dissociazione acida del medicinale. I medicinali che si comportano come acidi deboli vengono facilmente assorbiti in ambiente acido come quello dello stomaco, mentre i farmaci che si comportano come basi deboli non vengono assorbiti finché non raggiungono l'intestino tenue dove il pH è più alto.

#### Tasso di dissoluzione
Il tasso di dissoluzione rappresenta la quantità di sostanza solida con un'area superficiale costante che torna in soluzione in condizioni standard di pH, composizione del solvente e temperatura. La dimensione delle particelle è inveramente proporzionale al tasso di dissoluzione, pertanto riducendo la dimensione delle particelle si aumenta il tasso di dissoluzione e viceversa.

### Meccanismi di assorbimento
Sono stati identificati diversi meccanismi di assorbimento dei farmaci, inclusi la diffusione passiva, il trasporto transmembrana mediato da carrier (diffusione attiva e diffusione facilitata) e altri trasportatori aspecifici come la P-glicoproteina.

#### Diffusione passiva
La diffusione passiva è il meccanismo d'assorbimento più comune e può essere spiegato utilizzando le leggi di Fick secondo cui le molecole del farmaco si spostano secondo il gradiente di concentrazione da quella più alta a quella più bassa fino al raggiungimento dell'equilibrio. Essa può verificarsi sia in ambiente acquoso (spazio interstiziale o pori nell'endotelio dei vasi sanguigni) che in ambiente lipidico. Il coefficiente di ripartizione del farmaco tra le due fasi può dunque essere utilizzato per stabilire quanto velocemente il medicinale si sposti tra di esse.

#### Trasporto transmembrana mediato da carrier

Trasporto transmembrana

Il secondo meccanismo di assorbimento più comune è il trasporto transmembrana mediato da carrier. Nel corpo sono presenti numerosi sistemi di trasporto transmembrana mediati da carrier per il trasporto di ioni e nutrienti, specialmente nell'intestino. Questi includono:
- la diffusione attiva
- la diffusione facilitata

##### Diffusione attiva
Si tratta di un sistema che consuma energia ed è essenziale per l'assorbimento dei medicinali nell'apparato gastrointestinale ovvero per la loro escrezione per via renale e biliare. Essa permette il trasporto contro gradiente. Il medicinale si lega al carrier formando un complesso che facilita il trasporto del composto attraverso la membrana per poi dissociarsi. La molecola carrier può essere altamente specifica e farmaci con strutture simili possono competere per legarsi al carrier nei siti d'assorbimento. Dato il numero ridotto di carrier nel sito d'assorbimento questo può saturarsi velocemente qualora la concentrazione del farmaco sia molto elevata arrivando dunque a renderlo inefficace. Mentre alcuni carrier facilitano il trasporto altri possono invece l'effetto opposto, come nel caso della P-glicoproteina che facilita la secrezione di molecole nel lume intestinale riducendo l'assorbimento dei farmaci.

##### Diffusione facilitata
La diffusione facilitata gioca un ruolo minore nell'assorbimento. Per molti versi simile alla diffusione attiva (sottoposta a saturazione, selettività e cinetica competitiva), la diffusione facilitata differisce da quest'ultima poiché non richiede l'utilizzo di energia e non permette il trasporto contro gradiente. Un esempio di questo sistema è polipeptide trasportatore di cationi organici 1 (OCT1) che facilita l'assorbimento di farmaci come la metformina.

## Distribuzione
La distribuzione è la seconda fase della farmacocinetica ed esprime il passaggio del farmaco non metabolizzato attraverso il sangue e i tessuti corporei. La distribuzione in tessuti specifici dei farmaci è responsabile dell'efficacia o della tossicità degli stessi e spiega in parte la correlazione tra i livelli plasmatici e gli effetti visibili. La struttura molecolare del farmaco determina la diversa distribuzione del composto in tessuti diversi (es. tessuto adiposo, muscolo e cervello). Il cervello, la placenta e i testicoli presentano una membrana che riduce significativamente la distribuzione di farmaci in questi particolari tessuti.
Come l'assorbimento, la distribuzione è influenzata da diversi fattori:
- caratteristiche chimico-fisiche del farmaco
  - il peso molecolare
  - il coefficiente di ripartizione
  - il grado di ionizzazione in relazione al pH dell'ambiente circostante
  - il grado di liposolubilità del farmaco: condiziona il suo volume di distribuzione
  - il legame alle proteine plasmatiche: alcune sostanze molto liposolubili non riescono a stare a contatto con l'ambiente acquoso del plasma, pertanto si legano a particolari "tasche" idrofobiche di alcune proteine plasmatiche, come l'albumina, dalle quali fuoriescono solo molto lentamente
  - il legame con componenti extravasali
- fattori fisici
  - la permeabilità dei capillari: condiziona l'extravasazione delle sostanze non liposolubili, che è maggiore nei distretti provvisti di capillari fenestrati (fegato, milza, midollo osseo) piuttosto che in quelle zone dotate di una circolazione altamente impermeabile (barriera ematoencefalica)
  - il flusso ematico ai diversi organi: siccome alcuni organi (rene, cuore, fegato) sono maggiormente vascolarizzati di altri (connettivi, adipe), questi ultimi riceveranno il farmaco più tardi degli altri
  - l'acqua corporea
  - le caratteristiche delle barriere biologiche (emato-encefalica, placentare ed emato-testicolare)
- interazioni tra farmaci

La velocità di distribuzione di un farmaco dipende infatti dalla seguente equazione:
{\displaystyle v={DAK(Ce-Ci) \over h}}
dove:
- v è la velocità di distribuzione
- D è il coefficiente di distribuzione nella membrana (cm2/s)
- A è l'area della membrana
- K è il coefficiente di ripartizione apparente del farmaco tra membrana e fluido donatore
- Ce - Ci è la differenza di concentrazione del farmaco ai due lati della membrana
- h è lo spessore della membrana

## Biotrasformazione
La biotrasformazione è il processo attraverso il quale i farmaci vengono metabolizzati da specifici enzimi, detti "farmacometabolici", al fine di facilitarne l'eliminazione. Il processo metabolico consiste in varie alterazioni chimiche che avvengono in diversi distretti corporei, principalmente nel fegato, ma anche nell'intestino, nei reni, nei polmoni, nella cute, nel plasma e nel sistema nervoso centrale. Lo scopo finale è quello di trasformare i farmaci in molecole maggiormente solubili più facili da eliminare attraverso le urine, con l'eccezione delle reazioni di acetilazione e metilazione. Qualunque sia il distretto corporeo in cui il farmaco viene metabolizzato, danni o patologie al sistema possono causare diversi problemi come variazioni nel dosaggio, durata dell'intervallo tra le dosi e alterazioni degli effetti terapeutici del composto.
La maggior parte dei farmaci sono infatti xenobiotici, ovvero sostanze che non sono prodotte naturalmente dal corpo, e devono quindi essere detossificate prima di poter essere eliminate. La biotrasformazione dei farmaci porta alla formazione di metaboliti che possono essere suddivisi in:
- metaboliti attivi -> come il farmaco iniziale presentano ancora effetti terapeutici
- metaboliti inattivi -> composti inattivi dal punto di vista biochimico
- metaboliti tossici -> composti attivi dal punto di vista biochimico che presentano però effetti tossici

Come detto precedentemente il processo si svolge in distretti specifici del corpo riducendo così la concentrazione di metaboliti attivi nella circolazione sistemica. Questo fenomeno si svolge principalmente a livello del fegato e prende il nome di effetto di primo passaggio (in inglese, first-pass metabolism) poiché riduce la biodisponibilità del farmaco stesso.
Le reazioni di biotrasformazione si dividono in due grandi gruppi:
- Reazioni di fase I o " di modificazione"
- Reazione di fase II o "di coniugazione"

In alcuni casi abbiamo anche le reazioni di fase III o "di ulteriore modificazione ed eliminazione". Tali reazioni influenzano la concentrazione plasmatica del farmaco e devono pertanto essere tenute in considerazione quando si prescrivono i farmaci. Altri fattori da tenere in considerazione durante questa fase sono:
- il deposito dei farmaci senza che essi si leghino agli enzimi
- l'induzione enzimatica
- le interazioni tra farmaci
- il polimorfismo genetico degli enzimi farmacometabolici
- l'età
- l'assunzione di particolari sostanze (es. alcool)

### Reazioni di fase I
Alterano la struttura chimica dei farmaci lipofilici attraverso reazioni di: ossidoriduzione, idrolisi, ciclizzazione/deciclizzazione, nonché attraverso reazioni di eliminazione di un atomo di idrogeno o di addizione di un atomo di ossigeno alle molecole polari. A volte tali reazioni trasformano un composto inattivo dal punto di vista biochimico in un metabolita attivo. Le reazioni di ossidazione producono generalmente metaboliti attivi. La maggior parte di queste reazioni è catalizzata dal citocromo CYP450.

### Reazioni di fase II
Si tratta di reazioni di coniugazione del farmaco ad altre molecole al fine di renderlo inattivo e idrosolubile. Le principali reazioni di fase II sono la coniugazione con acido glucuronico (o glicuronoconiugazione), l'acetilazione, la coniugazione con amminoacidi (soprattutto glicina, taurina e glutammina), la coniugazione con solfato (o solfoconiugazione) e la metilazione. Tali reazioni avvengono in diversi distretti come il fegato, reni, polmoni, intestino, ma non solo.

### Reazioni di fase III
Le reazioni di fase III portano alla secrezione dei composti coniugati e dei metaboliti dalla cellula e generalmente consistono nella catalisi enzimatica di tali prodotti.

## Eliminazione
L'eliminazione è l'insieme di tutti i processi mirati all'escrezione del farmaco, o del suo metabolita, dall'organismo. Le possibili vie di eliminazione si dividono in:
- principali
  - renale: è quella maggiormente utilizzata, ma solo per le sostanze idrosolubili, che vengono filtrate dai capillari glomerulari ed eliminati con le urine;
  - epatica: alcuni metaboliti non idrosolubili vengono direttamente immessi nel circolo biliare, da cui giungono nell'intestino e vengono eliminati con le feci;
  - polmonare: solo per le sostanze volatili, anche se non sono state assorbite per via inalatoria (es. etanolo).
- accessorie
  - saliva: in linea di massima il farmaco viene deglutito e riassorbito per via orale[34]
  - sudore[35]
  - lacrime[36]
  - latte[37]

I farmaci polari e quelli idrofilici vengono eliminati direttamente dai reni. I processi di eliminazione dipendono da vari fattori come:
- fattori intrinseci del farmaco: polarità, dimensione e pKa
- fattori genetici individuali
- pH delle urine
- malattie
- vie metaboliche coinvolte nella distribuzione del composto

## Interazioni farmacologiche
I farmaci possono avere diversi tipi di interazioni:
- interazioni con altri farmaci
- interazioni con cibi e bevande
- interazioni con malattie

Nelle interazioni tra farmaci ricadono tutte quelle situazioni in cui un farmaco assunto in associazione o in combinazione con un altro farmaco provoca variazioni degli effetti terapeutici di quest'ultimo. Tali interazioni possono ad esempio risultare nell'aggravarsi degli effetti collaterali di uno dei due o nella comparsa di effetti collaterali imprevisti, nonché possono risultare nell'annullamento degli effetti di uno o entrambi i farmaci. Queste interazioni si possono suddividere in due categorie principali:
1. interazioni famacocinetiche
2. interazioni farmacodinamiche

### Interazioni farmacocinetiche
Descrivono tutti quei casi in cui un medicinale interferisce con il percorso di un altro nel corpo, ad esempio ne previene l'assorbimento, la biotrasformazione di fase II o l'eliminazione. Questo tipo di interazioni risultano in livelli inaspettatamente alti o bassi del farmaco affetto con conseguenti effetti collaterali significativi o inefficienza terapeutica a seconda del caso.

### Interazioni farmacodinamiche
Descrivono tutte le situazioni in cui un farmaco altera positivamente o negativamente gli effetti clinici di una altro farmaco. Tra queste troviamo il caso di farmaci che si oppongono agli effetti benefici di un altro farmaco (es. un farmaco tratta la pressione alta ma l'altro la aumenta) o il caso di farmaci con effetti clinici simili che lavorando insieme provocano risultati indesiderati (es. sia il farmaco A che il farmaco B abbassano la pressione, ma se somministrati insieme si raggiungono livelli pericolosamente bassi di pressione).